# Webb City (Missouri)
Webb City è un comune degli Stati Uniti d'America, situato nello Stato del Missouri, nella contea di Jasper.